# Xipingpo Manzuxiang
Xipingpo Manzuxiang (kinesiska: 西平坡满族乡) är en socken i Kina. Den ligger i provinsen Liaoning, i den nordöstra delen av landet, omkring 310 kilometer sydväst om provinshuvudstaden Shenyang. Antalet invånare är 16302. Befolkningen består av 7 700 kvinnor och 8 602 män. Barn under 15 år utgör 17,0 %, vuxna 15-64 år 72 %, och äldre över 65 år 10,0 %.
Genomsnittlig årsnederbörd är 736 millimeter. Den regnigaste månaden är juli, med i genomsnitt 195 mm nederbörd, och den torraste är januari, med 4 mm nederbörd.